# Amin Tabatabaei
Seyyed Mohammad Amin Tabatabaei (in persiano محمدامین طباطبایی‎; Teheran, 5 febbraio 2001) è uno scacchista iraniano, grande maestro.
È registrato dalla FIDE con il nome Tabatabaei, M. Amin 

## Carriera
Ottiene il titolo di maestro internazionale nell'aprile del 2015 e di grande maestro nell'aprile del 2018.
Nel 2018 in febbraio è 17° su 92 partecipanti nell'Aeroflot Open di Mosca con 5½ /9; in dicembre è 1°-3° con Wei Yi e Lê Quang Liêm nel campionato asiatico individuale con 6½ /9 (2° per spareggio tecnico), qualificandosi per la Coppa del Mondo 2019.
Nel 2019 in luglio vince il Biel Chess Festival con 7 /9; in agosto vince l'open "Josef Kupper Memorial" di Zurigo con 6 /7. In settembre partecipa alla Coppa del Mondo a Chanty-Mansijsk; supera il primo turno vincendo contro Amin Bassem, poi viene eliminato nel secondo turno da Jeffery Xiong. In dicembre è 4° nel "Sunway Sitges International Open" di Sitges con 7,5 /10 (vinse Anton Korobov con 8,5 /10).
Nel 2021 in aprile arriva terzo al campionato iraniano a pari merito con Aryan Gholami con il punteggio di 9,5 su 15. Tuttavia sarà quarto a causa dei criteri di spareggio tecnico. In luglio-agosto partecipa alla Coppa del Mondo, giungendo ai quarti di finale, nei quali verrà eliminato da Vladimir Fedoseev per 0,5 a 1,5. Tuttavia nel percorso compie l'impresa di eliminare due Super GM come Yu Yangyi e Pentala Harikrishna, sulla carta più quotati, entrambi per 1,5 a 0,5. Ciò gli consente di qualificarsi per il FIDE Grand Prix 2022, competizione legata al ciclo mondiale.
Nel 2022 tra febbraio e aprile partecipa al circuito di tornei del FIDE Grand Prix, dove otterrà il sesto posto in classifica generale.
In dicembre ottiene il 3º posto nel torneo Sunway Sitges con 8/10; lo spareggio per il secondo posto è andato ad Hans Niemann nella partita Armageddon. 
Nel luglio 2023 è secondo a pari merito con Sanan Vjačeslavovič Sjugirov, con 5½/9, al V. Geza Hetenyi Memorial. 
Nel marzo 2024 vince l'Open Aeroflot con 7,5/9.

## Statistiche
Ha raggiunto il massimo rating FIDE nel luglio del 2024, con 2718 punti Elo, 24º posto al mondo.